# Гуадальмедина
Гуадальмеди́на (исп. Guadalmedina) — река в Андалусии, на юге Испании. Около устья пересекает Малагу, деля город на две части, и впадает в бухту Малага моря Альборан на западе Средиземного моря.
Длина реки составляет 48 км. Площадь водосборного бассейна — 180 км².
Река играла важную роль в истории Малаги. Исторический центр города располагается на левом берегу. Река берёт начало в Малагских горах.